# تمدن ۶
تمدن ۶ (به انگلیسی: Civilization VI) یک بازی ویدئویی به سبک استراتژی نوبتی ۴اکس و عنوان ششمین نسخه از مجموعه بازی‌های تمدن است که توسط فیراکسیس گیمز توسعه یافته و به‌وسیلهٔ ۲کی منتشر شد. نسخهٔ سازگار شده این بازی توسط آسپیر برای تلفن همراه و نینتندو سوئیچ منتشر شده است. این بازی در اکتبر ۲۰۱۶ برای سیستم‌عامل‌های مایکروسافت ویندوز و مک‌اواس، فوریه ۲۰۱۷ برای لینوکس، دسامبر ۲۰۱۷ برای آی‌اواس، نوامبر ۲۰۱۸ برای نینتندو سوئیچ، نوامبر ۲۰۱۹ برای کنسول‌های پلی‌استیشن ۴ و ایکس‌باکس وان و اوت ۲۰۲۰ برای اندروید عرضه شد.
همانند قسمت‌های قبلی، هدف بازیکن توسعه تمدنی از یک استقرار اولیه در طول هزاره‌های درون بازی برای تبدیل شدن به یک قدرت جهانی و دستیابی به یکی از چندین شرط پیروزی، مانند تسلط نظامی، برتری تکنولوژیکی، یا نفوذ فرهنگی است. بر سایر حریفان کنترل شده توسط انسان و کامپیوتر. بازیکنان این کار را با کاوش در جهان، تأسیس شهرهای جدید، ساختن پیشرفت‌های شهر، استقرار نیروهای نظامی برای حمله و دفاع از دیگران، تحقیق در مورد فناوری‌های جدید و پیشرفت‌های مدنی، توسعه فرهنگ تأثیرگذار، و شرکت در تجارت و مذاکره با دیگر رهبران جهان انجام می‌دهند.
در این بازی هرکدام از رهبران به زبان خاص خود صحبت می‌کنند (برای مثال صلاح الدین رهبر عربستان به عربی) و البته نوشتارها برای برقراری دیپلماسی به زبان انگلیسی یا یکی از زبان‌های ارائه شده توسط ۲کا گیمز است. در این نسخه کورش کبیر رهبر پارس به اشتباه به زبان پارسی میانه صحبت می‌کند. در جدیدترین به‌روزرسانی (Leeder pass) نادرشاه نیز به بازی اضافه شده است. دنباله‌ای برای این بازی تحت عنوان تمدن ۷ قرار است در ۱۱ فوریه ۲۰۲۵، منتشر شود.